# Ческа Липа
Ческа Липа (на чешки: Česká Lípa; на немски: Böhmisch Leipa) е град в Либерецки край, Чехия. В състава на града влизат 14 района. Историческият център на града е разположен на десния бряг на река Полоучнице.

## История
Земите на съвременния град остават незаселени до 13 век. Първото писмено споменаване на селище на това място е от 1263 г.
Историята на града е тясно свързана с известния чешки род Роновичи (Роновчи), чиито представители (най-вече Индржих от Липа) построяват замъка Липа, който става укрепен пункт на търговските пътища на Северна Бохемия. Строителството се ръководи от близкото едноименно славянско село, което по-късно е преименувана на Стара Липа, а после влиза и в състава на самия град. През 1319 г. Индржих напуска селището и се премества в Моравия, продавайки го на родственика си – Хинк Берн от Дуби (сподвижник на пражкия бургграф). Замъкът остава в ръцете на рода Дуби дълго време.
През първата половина на 14 век са построени защитните валове и първият костел (унищожен при пожар през 1341 г.). Развитието на града, както и на цяла Богемия, е спряно от чумната епидемия от 1380 г.

## Близки градове
До Ческа Липа може да се стигне лесно като на север са Дрезден и Бауцен. Градът е с население около 40 000 души. Някои разстояния до Ческа Липа: Прага (78 km), Либерец (56 km), Усти над Лабе (58 km). На 16 km от Ческа Липа се намира голямото Махово езеро. То е популярен курорт, включващо водни спортове като яхти, сърфиране и т.н.

## Административно деление
Ческа Липа се дели на следните 14 района:
1. Частоловице (Častolovice)
2. Ческа Липа (Česká Lípa)
3. Добранов (Dobranov)
4. Долни Либхава (Dolní Libchava)
5. Дубице (Dubice)
6. Хержманички (Heřmaničky)
7. Лада (Lada)
8. Манушице (Manušice)
9. Окръжешице (Okřešice)
10. Писечна (Písečná)
11. Стара Липа (Stará Lípa)
12. Витков (Vítkov)
13. Вълчи Дол (Vlčí Důl)
14. Жизников (Žizníkov)

## Демография
| Година    | 1970   | 1980   | 1991   | 2001   | 2003   | 2007   |
| --------- | ------ | ------ | ------ | ------ | ------ | ------ |
| Население | 17 550 | 24 801 | 39 424 | 39 307 | 38 841 | 38 181 |

Виж: 